# José Gaspar Rodríguez de Francia
José Gaspar Rodríguez de Francia (6. ledna 1766 Yaguarón — 20. září 1840 Asunción) byl paraguayský politik, hlava státu v letech 1814–1840.

## Biografie
Jeho matka pocházela z místní aristokracie, jeho otec byl míšenec z Brazílie a pěstitel tabáku. Vystudoval teologii na univerzitě v Córdobě (byl jedním z prvních vysokoškolsky vzdělaných Paraguayců), odmítl však kněžskou dráhu a pracoval jako právník. V roce 1808 se stal hlavou městské rady v Asunciónu. Byl jedním z členů junty, která 14. května 1811 vyhlásila nezávislost Paraguaye na Španělsku, brzy se ale s ostatními názorově rozešel, opustil politiku a žil na svém venkovském sídle. Politická krize v zemi však pokračovala, proto bylo v září 1813 svoláno lidové shromáždění, které rozhodlo o vytvoření funkce konzula jako hlavy státu, ve které se budou po čtyřech měsících střídat Francia a Fulgencio Yegros. V říjnu 1814 však Francia po vypršení svého druhého funkčního období odmítl odstoupit, využil své popularity mezi lidem a prohlásil se Nejvyšším diktátorem (Dictador Supremo), v roce 1816 titul změnil na Doživotního diktátora (Dictador Perpetuo). Domorodci mu říkali Karai Guazú (v jazyce guaraní Velký pán).
Jeho vláda byla silně autokratická, opírala se o armádu a tajnou policii. Pro odpůrce režimu byl zřízen trestanecký tábor Tevego v pustinách na severu země. V roce 1820 bylo odhaleno spiknutí proti Franciovi, následovala vlna poprav, při níž zahynul také Fulgencio Yegros. Francia se obával, nikoli neprávem, že větší sousedé Argentina a Brazílie se snaží Paraguay zabrat. Vedl proto silně izolacionistickou politiku, usiloval o naprostou hospodářskou soběstačnost země. Hranice byly uzavřeny a zahraniční diplomaté vypovězeni ze země. Naproti tomu Paraguay udělovala azyl politickým utečencům jako byl např. José Gervasio Artigas nebo uprchlým otrokům.
Francia byl silně ovlivněn myšlenkami Velké francouzské revoluce. Odmítal kastovní systém, který byl v Jižní Americe rozšířen a ve kterém byl sám jako míšenec terčem opovržení. Zakázal vzájemné sňatky mezi příslušníky tradiční španělské aristokracie. Později přišel s tím, že manželství je vůbec přežitek a uvalil na ně vysoké daně; místo toho doporučoval využívání služeb prostitutek a sám šel příkladem, zplodil množství nemanželských dětí. Inicioval rozsáhlou pozemkovou reformu, při níž přiděloval půdu tradičních elit a církve bezzemkům. V roce 1815 odtrhl paraguayskou katolickou církev od Říma a sám se prohlásil její hlavou; papež Pius VII. ho za to exkomunikoval. Jako v první latinskoamerické zemi zavedl v Paraguayi povinnou školní docházku a založil státní veřejnou knihovnu.
Paraguayský spisovatel Augusto Roa Bastos napsal o Franciově životě a poměrech za jeho vlády rozsáhlý román Já, nejvyšší (česky Odeon 1982, přeložil Josef Forbelský).

## Fotogalerie

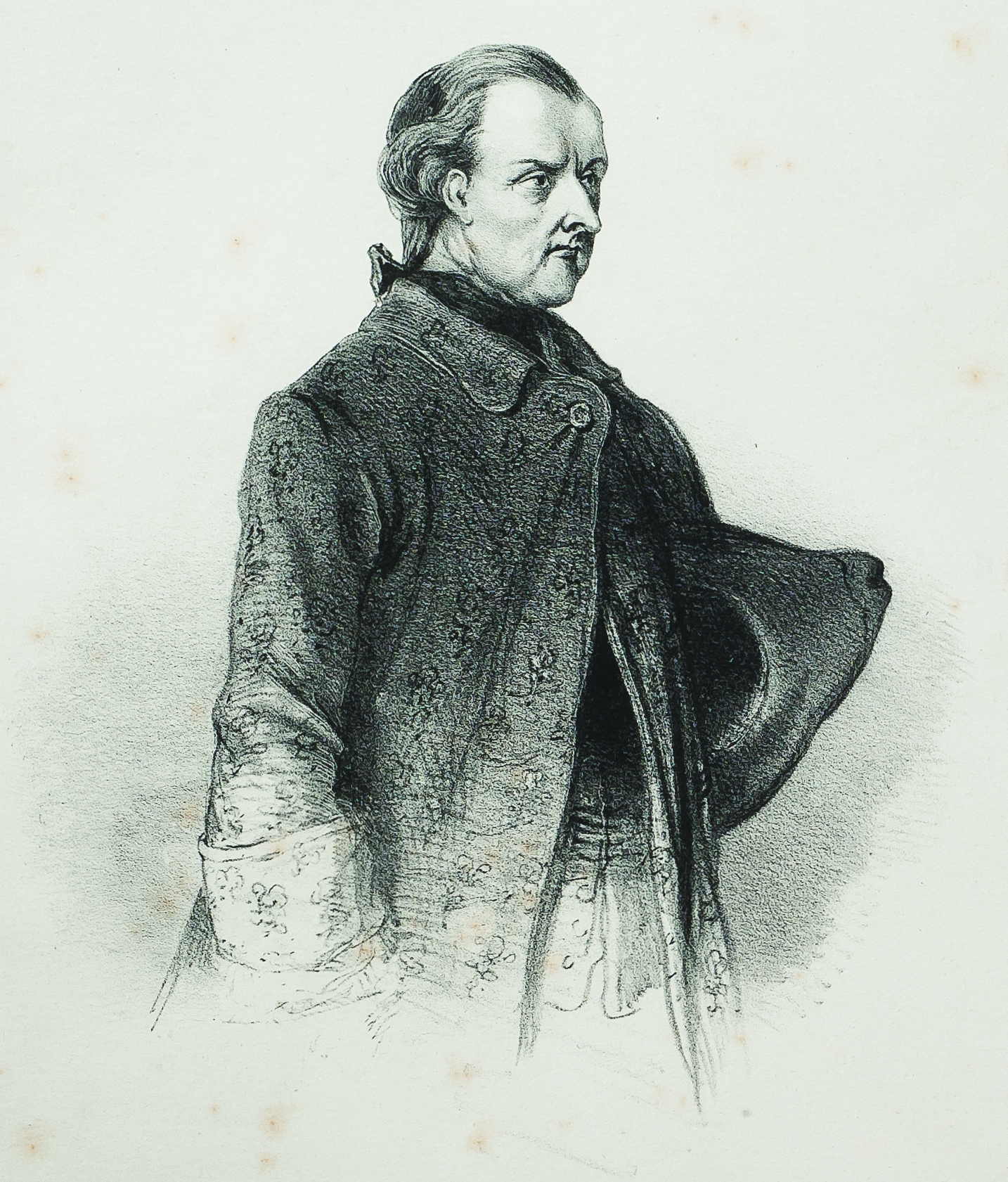
José Gaspar Rodríguez de Francia (1)
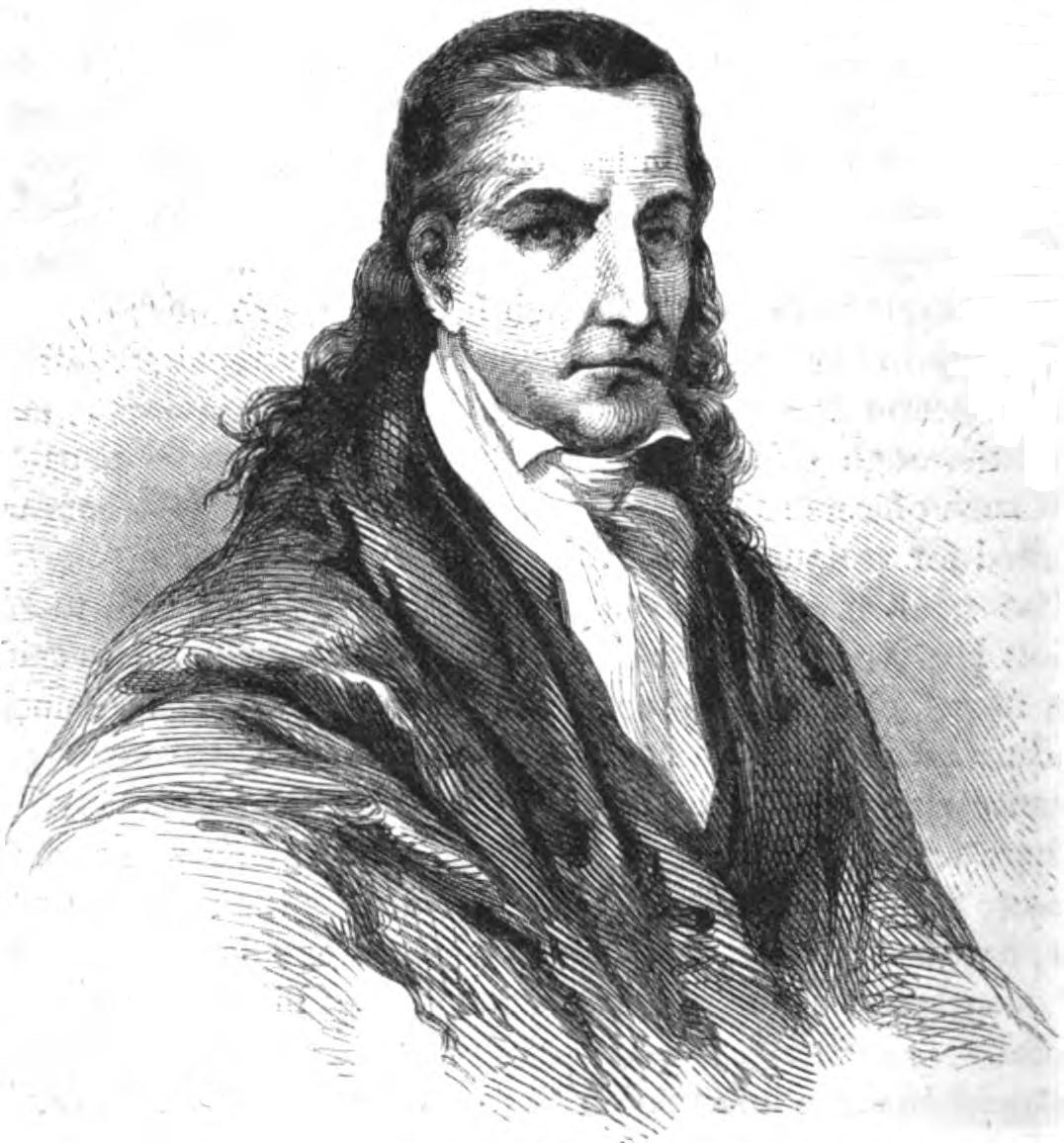
José Gaspar Rodríguez de Francia (2)
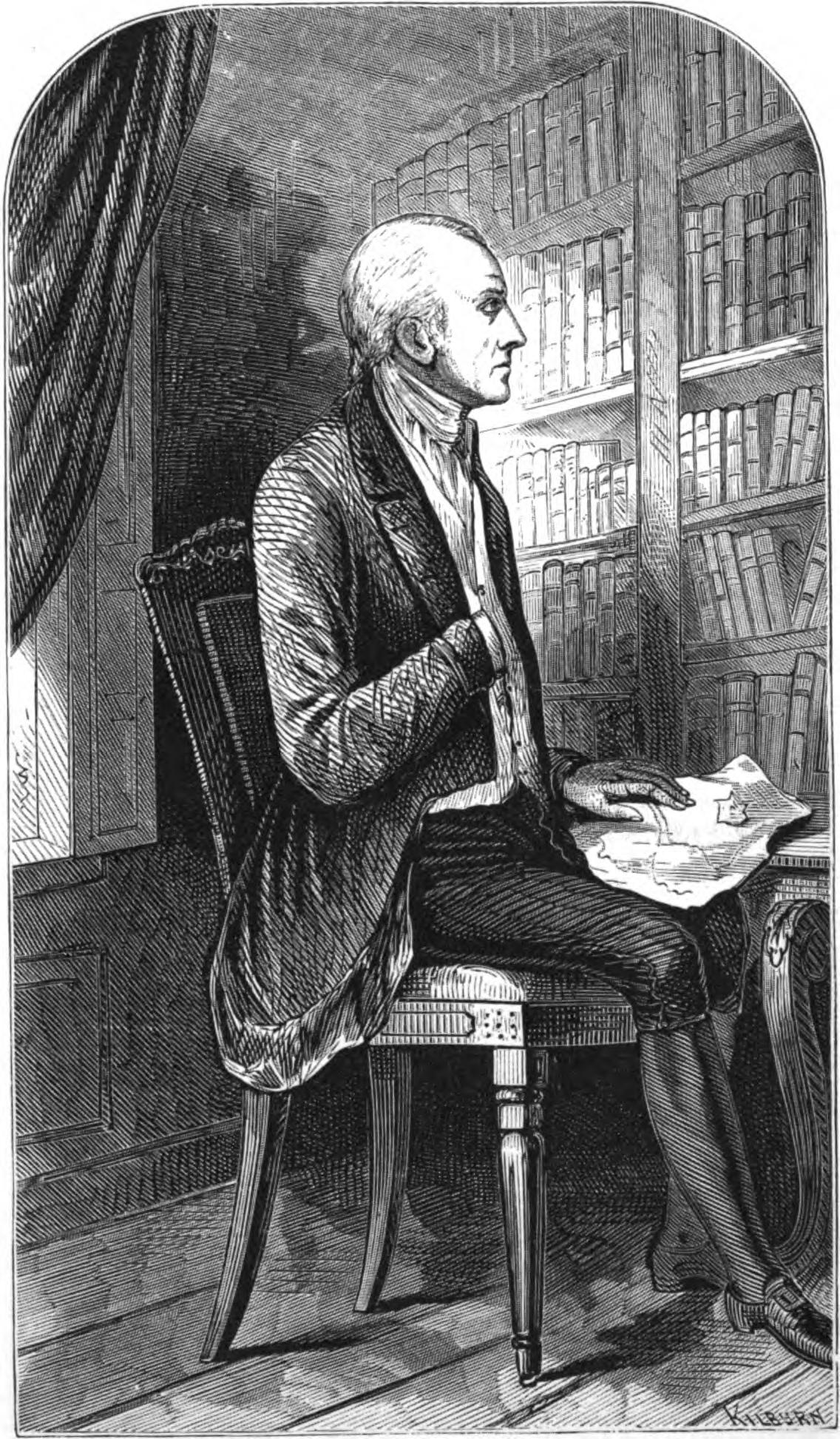
José Gaspar Rodríguez de Francia (3)
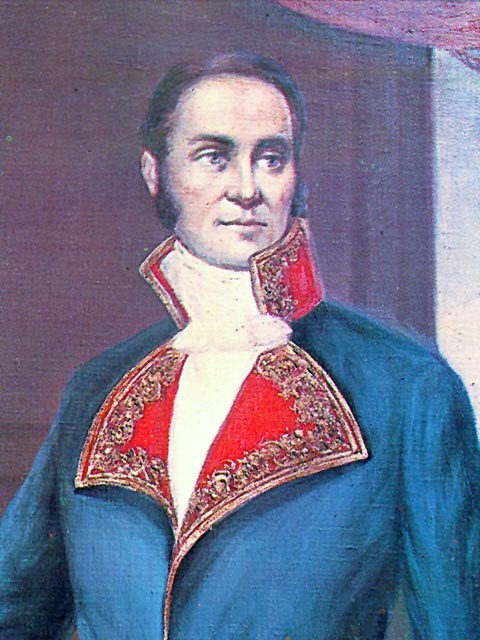
Fulgencio Yegros